# K-4 (潜水艦)
|          |                                                                       |
| 艦歴     |                                                                       |
| 発注     |                                                                       |
| 起工     | 1912年1月27日                                                         |
| 進水     | 1914年3月19日                                                         |
| 就役     | 1914年10月24日                                                        |
| 退役     | 1923年5月19日                                                         |
| その後   | 1931年6月3日にスクラップとして売却                                    |
| 除籍     |                                                                       |
| 性能諸元 |                                                                       |
| 排水量   | 水上：392トン、水中：521トン                                          |
| 全長     | 153 ft 7 in (46.8 m)                                                  |
| 全幅     | 16 ft 8 in (5.1 m)                                                    |
| 吃水     | 13 ft 1 in (4.0 m)                                                    |
| 機関     | ディーゼル・エレクトリック                                            |
| 最大速   | 水上：14ノット (26 km/h; 16 mph) 水中：10.5ノット (19.4km/h; 12.1mph) |
| 乗員     | 士官、兵員28名                                                        |
| 兵装     | 18インチ魚雷発射管4門                                                 |

K-4 (USS K-4, SS-35) は、アメリカ海軍の潜水艦。K級潜水艦の4番艦。当初の艦名はウォルラス (USS Walrus) であった。

## 艦歴
ウォルラスは1911年11月17日に K-4 に改名された。1912年1月27日にワシントン州シアトルのモラン社で起工する。1914年3月19日にJ・P・オールディング夫人（初代艦長の妻）によって進水し、1914年10月24日に艦長ジェームズ・P・オールディング大尉の指揮下就役する。
就役後は太平洋水雷小艦隊に合流、K-4 はカリフォルニア州沿岸で作戦活動に従事し、水中戦技術開発のための定期的な演習および実験を行った。その後は1915年10月14日から1917年10月31日までハワイ海域で同様の活動を行う。アメリカ合衆国が第一次世界大戦に参戦すると、K-4 はハワイを出港しフロリダ州キーウェストに向かう。キーウェストには1918年1月9日に到着、作戦活動に従事した。戦争の残りをキーウェストで過ごし、フロリダ半島を哨戒した。1918年11月11日に停戦協定が成立すると、K-4 は潜水艦に配属される士官および兵の訓練を東海岸沿いに行った。その後も4年にわたって訓練任務を継続し、1923年3月24日にバージニア州ハンプトン・ローズに到着、1923年5月19日に同地で退役し、1931年6月3日にスクラップとして売却された。